# Marcel Crochet
Pour les articles homonymes, voir crochet.
Marcel, baron Crochet (23 novembre 1938 à Uccle en Belgique - ) est un ingénieur civil électricien et mécanicien, PhD,  professeur émérite et recteur honoraire de l’Université catholique de Louvain. Il a épousé Brigitte Mathot en 1969. Ils ont eu deux enfants : Vanessa (1973) et Nicolas (1976).

## Biographie
Après avoir terminé ses Humanités gréco-latines à l'Institut Sainte-Marie de Schaerbeek en 1955 avec la médaille d’or, Marcel Crochet s'inscrit l'année suivante à l'Institut Saint-Louis de Bruxelles pour y préparer l’examen d’admission en sciences appliquées. Il poursuit ses études à l’Université catholique de Louvain (UCL) où il obtient en 1961 le diplôme d’ingénieur civil électricien et mécanicien. Il
obtient une bourse de la Belgian American Educational Foundation et s’inscrit à l’Université de Californie à Berkeley où il devient assistant de recherche et obtient en 1966 le Ph.D in Applied Mechanics sous la direction du professeur Paul Naghdi.
En 1966, il est nommé chargé de cours à l’UCL, professeur en 1972 et professeur
ordinaire en 1975. Il enseigne aux Facultés Notre-Dame de la Paix à Namur (aujourd’hui Université de Namur) de 1972 à 1987. Il enseigne aussi dans diverses institutions étrangères :  à l'Université de Californie en qualité de Visiting assistant professor (1967, 1970-1971), où il occupe en 1992 la Springer Chair in Mechanical Engineering; à l'Université Paris VI comme professeur visiteur de mécanique en 1977 ; à l'Université du Delaware comme professeur d'ingénierie chimique (1980) ainsi qu'au Center for Composite Materials de cette même université (1981 à 1988). Il effectue deux séjours en tant que chercheur invité aux Bell Laboratories à Murray Hill dans le New Jersey en 1969 et en 1980.
En 1972, il devient secrétaire académique de la Faculté des Sciences Appliquées de l'UCL. En 1975, il est désigné comme Délégué de l’administrateur général à la coordination des facultés et de l’administration, fonction qu’il exercera jusqu’en 1980. En 1976, il est nommé responsable de l'Unité de mécanique appliquée et en 1992 président du Département de mécanique. Il préside aussi de 1977 à 1994 les jurys d'examens de la Faculté des sciences appliquées dont il est élu doyen en 1994.
En 1995, Marcel Crochet succède à Pierre Macq et devient le deuxième recteur laïc de l'Université catholique de Louvain. Il sera désigné pour un second mandat en 2000 et exercera cette fonction jusqu’à son éméritat en 2004. Durant ses mandats, 263 nouveaux professeurs sont nommés à l’université. Il lance les grands chantiers de la réforme de la formation à l’UCL et de son intégration dans le processus de Bologne. Au sein du Conseil des recteurs francophones, il participe activement aux pourparlers qui mèneront au décret du 31 mars 2004 de la Communauté française de Belgique définissant l’enseignement supérieur dans l’espace européen. Il crée en 1998 la Fondation Louvain qui permettra à de nombreux mécènes de contribuer au développement de l’UCL. Il représente à diverses reprises l’UCL hors d’Europe : Bénin, Canada, Chili, Cambodge, Pérou, RDC, Taïwan, USA, Vietnâm.
Les recherches de Marcel Crochet ont trait à la mécanique des milieux continus, tout particulièrement à la rhéologie qui étudie le comportement des fluides complexes et les modèles mathématiques correspondants. Il donne à de multiples reprises des conférences invitées lors de congrès internationaux.  Il élabore avec son équipe de chercheurs des programmes de simulation numérique qui, dès 1981, attirent l’attention de plusieurs entreprises. Ces programmes font bientôt l’objet d’un logiciel de modélisation d'écoulements dans les processus de fabrication intitulé POLYFLOW. Son succès conduit, en 1988, à la création d’une entreprise de logiciel scientifique, POLYFLOW s.a., dont Marcel Crochet est administrateur délégué jusqu'en 1996. POLYFLOW fait aujourd’hui partie du groupe ANSYS.
De
1988 à 1993, il représente la Belgique au Comité Scientifique de l'OTAN. Il préside la commission de Mécanique Théorique et Appliquée de l’Académie royale des sciences, des lettres et des beaux-arts de Belgique durant  quatre ans à partir de 1988. Il est nommé membre associé de cette même Académie en 2009. En 2004, il devient expert auprès de la Ministre de l’Enseignement supérieur, de la Recherche scientifique et des Relations internationales (Région wallonne et Communauté française), fonction qu'il exercera jusqu'en 2009.
Il siège aussi dans divers conseils en lien avec la recherche scientifique, l’innovation et la philanthropie, notamment comme membre des Conseils d’administration de la Fondation Roi Baudouin, de la Belgian American Educational Foundation (dont il est vice-président), de l’Agence universitaire de la Francophonie, de l’Institut Von Karman et de l'Agence de Stimulation Technologique (AST). Il a présidé durant plusieurs années le conseil scientifique d’Arcelor (devenu ArcelorMittal) et a été membre du New Business Board de Solvay. Depuis 2006, il préside le Conseil d’administration de l’IRSA, Institut royal pour sourds et aveugles

## Titres et distinctions
- 1961-1963 : CRB fellow, Belgian American Educational Foundation
- 1964 : Prix de la Mécanique Appliquée, Société Royale Belge des Ingénieurs et des Industriels
- 1979-1980 : Titulaire de la Chaire Francqui, Université de Liège, Belgique
- 1990 : Grand Prix de l'Innovation Technologique en Wallonie
- 1991-1992 : Titulaire de la Chaire Francqui, KULeuven
- 1993 : Second lauréat du Prix Industriel, Société Royale Belge des Ingénieurs et des Industriels
- 1995 : Gold Medal, British Society of Rheology
- 1997 : Docteur honoris causa, Rensselaer Polytechnic Institute, NY, USA
- 1998 : Chevalier de la Légion d'Honneur
- 2002 : Grande Ufficiale, Ordine della Stella della Solidariet' Italiana
- 2002 : Docteur honoris causa, University of Wales
- 2003 : Docteur honoris causa, Université de Montréal (École polytechnique)
- 2004 : Chief Executive Leadership Award, CASE (Council for the Advancement and Support of Education)
- 2004 : Chancellor’s Distinguished Honor Award, University of California, Berkeley
- 2004 : Titre de Baron décerné par le Roi Albert II

## Publications
Marcel Crochet est auteur ou coauteur d'un livre et de plus 140 publications scientifiques en mécanique des milieux continus, rhéologie, écoulements viscoélastiques, croissance des cristaux, simulation numérique en mécanique des fluides.
Livres
- Crochet M.J., Davies A.R., Walters S K., Numerical Simulation of Non-Newtonian Flow, Elsevier, 1984, 352 pp.
- Marcel Crochet, L’agenda d’un recteur, 1995-2004, Academia L’Harmattan, 2011.
- Marcel Crochet, coordinateur, Des Écoles spéciales à l’EPL, Presses universitaires de Louvain, 2012.
- Marcel Crochet, ed., Témoignages honoris causa, Academia L’Harmattan, 2013.

Chapitres de livre
- Crochet M.J., A non-isothermal theory of viscoelastic materials, in Advances in Theoretical Rheology, Applied Science, Chapitre 8, 111-122, 1975.
- Crochet M.J., The flow of a Maxwell fluid around a sphere, in Finite elements in Fluids IV, John Wiley, 573-597, 1982.
- Crochet M.J., Walters K., Computational techniques for viscoelastic fluid flow, in Computers and Polymer Processing, Ed. J.R.A. Pearson, S.M. Richardson, Applied Science Publishers, Chapitre 2, 21-62, 1983.
- Crochet M.J., Keunings R., Numerical simulation of viscoelastic flow in some polymer processing applications, in Numerical analysis of forming processes, John Wiley, Chapitre 8, 239-267, 1984.
- Crochet M.J., Geyling F.T., Van Schaftingen J.J., Finite element method for calculating the horizontal Bridgman growth of semi-conductor crystals, in Finite Elements in Fluids, VI, Chapitre 17, 321-337, J. Wiley, 1985.
- Crochet M.J., Marchal J.M., Recent developments in viscoelastic flow calculations, in Interdisciplinary Issues in Material Processing and Manufacturing, vol 1, ASME, 349-358, 1988.
- Crochet M.J. Marchal J.M., Recent results on viscoelastic flow calculation, in Flow modelling in industrial processes, Ch. 6, Ellis Horwood, 75-87, 1989.
- Crochet M.J., Delvaux V., Numerical simulation of inertial viscoelastic flow with change of type, in Non-linear Evolution Equations that change Type, ed. Keyfitz, B.L., Shearer, M., Springer Verlag, 47-66, 1990.
- Crochet M.J., Debbaut B., Keunings R., Marchal J.M., Polyflow, in Computer aided design for polymer processing: application to extrusion and other continuous processes, ed. K. O'Brien. Hanser Verlag, 25-50 1992.
- Crochet M.J., Dupret F., Verleye V., Injection molding, in Flow phenomena in Polymeric Composites, S. Advani, éd. Elsevier, 415-463, 1994
- Crochet M.J., Numerical simulation of viscoelastic flow, Lecture Series 1994-03 in Non-Newtonian Fluid Mechanics, Von Karman Institute, Belgique, 68 pp., 1994.